# Михаил Соколовски
Михаил Едуард Соколовски е български архитект.

## Биография
Роден на 23 декември 1927 г. в София. Завършва архитектура през 1951 г. в Държавната политехника. Работи в „Софпроект“ и „Главпроект“, София (1951-1965). Ръководител на творческо архитектурно ателие към „Главпроект“ (1965-1975) и към „Софпроект“ (1975-1983 за изграждане на центъра на Сохфия и на уникални архитектурни обекти), а от 1983 на ателие към Комитета за култура. Главен проектант на Созопол от 1963.
Работил в колектив с архитектите Цанко Хаджистойчев и Борис Камиларов по проектите на Държавна опера Стара Загора (1971), правителствена резиденция на Златни пясъци (1974), културен дом във Враца състоящ се от Исторически музей и Художествена галерия „Иван Фунев“ (1976), Шуменския театър (1981), Театър за драма, опера и балет в Бургас (1983), нова сграда за Държавната консерватория в София (недовършена). В колектив с архитект Евгени Зидаров е автор на бар-вариете в курортен комплекс „Слънчев бряг“, с проектанти от ателието си е проектирал комплекса на българското посолство в Делхи (1978), правителствената резиденция „Перла“ с хотел северно от Приморско близо до Маслен нос (1981), международен конкурс за Софийска опера – 2-р награда, а с архитект Константин Антонов почивен комплекс на „Знаме на мира“ над Аркутино (недовършен). За представянето на проектите на колектива в ателието на арх. Соколовски се създаваха макети - градоустройствени, архитектурни, работни, акустични. По макетите се работи с изпълнител-техник Петър Петров, а за акустичните модели се работи заедно с арх. Цанко Хаджистойчев.

## Награди и отличия
- Хердерова награда (1971),
- Димитровска награда (1976, като част от колектив),
- Почетно звание „заслужил архитект“ (1980),